# جو بيغز
جوزيف راندال بيجز (من مواليد 1983/1984 ) هو محارب أمريكي قديم، وشخصية إعلامية، ومنظم لمجموعة براود بويز، ومجرم مدان شارك في الهجوم على مبنى الكابيتول الأمريكي في 6 يناير.
بعد خدمته في جيش الولايات المتحدة ومعاناته من إصابة دماغية رضية، بدأ بيغز العمل لصالح العديد من المنظمات الإعلامية المحافظة، بما في ذلك إنفو وورز وغافن ماكننيس. بصفته زعيمًا لمجموعة الأولاد الفخورين اليمينية المتطرفة، قام بتنظيم والترويج لمسيرة إنهاء الإرهاب المحلي. كما وُجد مسؤولًا بشكل مشترك عن حكم بتعويض يزيد عن مليون دولار بسبب التعدي والتخريب في كنيسة الأسقفية الميثودية الأفريقية المتروبوليتانية. بالإضافة إلى ذلك، ساعد في قيادة الجهود التخريبية للمنظمة خلال الهجوم على مبنى الكونغرس الأمريكي.
وفي أحدث هذه القضايا، أُدين عام 2023 بست تهم جنائية، من بينها التآمر لقلب نظام الحكم، وصدر بحقه حكم بالسجن لمدة 17 عامًا في سجن فيدرالي. أمضى 1.39 عامًا في السجن قبل أن يقوم الرئيس دونالد ترامب بتخفيف عقوبته في 20 يناير 2025.

## حياته
وُلِد جوزيف راندال بيغز في شارلوت، كارولاينا الشمالية، بين عامي 1983 و1984 (عمره حاليًا بين 40 و41 عامًا). اعتبارًا من مارس 2021، كان يقيم في أورموند بيتش، فلوريدا، وعند محاكمته عام 2023، كان لديه ابنة واحدة على الأقل.
في العقد الأول من القرن الحادي والعشرين، تم القبض على بيغز في أوستن، تكساس، بتهمة الاعتداء على ضابط سلام أثناء وجوده في حالة سُكر، لكن هيئة المحلفين الكبرى لم تُصدر لائحة اتهام بحقه. على وسائل التواصل الاجتماعي، نشر بيغز بشكل متكرر محتوى معاديًا للمثليين وكارهًا للنساء منذ ربيع عام 2012، وتم تعليق حساباته على تويتر وفيسبوك بسبب نشر رسائل تهديد.

## حياته المهنية

#### جيش
بيغز هو أحد المحاربين القدامى في جيش الولايات المتحدة. عانى من إصابة دماغية مؤلمة أثناء مهمة في العراق، والتي حصل بسببها على وسام القلب الأرجواني. يؤكد كتاب مايكل هاستينجز " المشغلون" خدمة بيغز في أفغانستان، فضلاً عن تورط الرقيب "في حادث تفجير انتحاري مروع". في عام 2007، كان متمركزًا في فورت براج عندما تم القبض عليه بتهمة العنف المنزلي. زعم بيجز أن انفصاله عن الجيش كان بسبب التقاعد الطبي بعد ثماني سنوات من الخدمة.

## الإعلام
عمل كمراسل لموقع إنفو وورز، حيث غطى تصرفات حراس القسم في أعمال الشغب في فيرجسون عام 2015، واحتلال محمية مالور الوطنية للحياة البرية عام 2016، ونظريات المؤامرة حول هجوم سان برناردينو عام 2015 ، ونظرية مؤامرة بيتزا جيت.
في يناير 2017، نشر بيغز عبر الإنترنت أنه تم تعيينه من قبل شبكة رايت سايد برودكاستنغ نيتوورك (RSBN)، والتي تُعرف بـ"النسخة غير الرسمية من تلفزيون ترامب"، لتقديم برنامج يركز على التعديل الثاني لدستور الولايات المتحدة. ومع ذلك، نفت الشبكة ذلك في أبريل، مشيرة إلى أنهم كانوا مجرد في مرحلة محادثات مع بيغز، وأكدوا أنهم "ليسوا عنصريين أو متحيزين جنسيًا بأي شكل من الأشكال".
في أغسطس 2017، كان بيغز متحدثًا في تجمع حرية التعبير في بوسطن، وبحلول عام 2019، أصبح مضيفًا لبرنامج إذاعي حواري يميني. في سبتمبر 2020، تم تعيين بيغز في شركة غانس ماكننيس التلفزيون، تم إزالة برنامجه في أواخر يناير 2021.

## الأولاد الفخورون
في عام 2019، كان جوزيف بيجز منظمًا لمجموعة براود بويز، وهي مجموعة فاشية جديدة "يمينية متطرفة، تتكون من الذكور فقط وتصف نفسها بأنها شوفينية غربية صنفها مركز قانون الفقر الجنوبي على أنها مجموعة كراهية.
كان بيجز أحد المنظمين والمروج الرئيسي لمسيرة أغسطس 2019 لإنهاء الإرهاب المحلي في بورتلاند، أوريغون. في أعقاب هذا الحدث، وردًا على تهديد بيغز بالعودة مع فرقة براود بويز على أساس شهري، وبخ عمدة بورتلاند تيد ويلر بيغز "لإخافة سكان بورتلاند باحتمال العنف في الشوارع"، وقال لصحيفة فلوريديان إنه غير مرحب به في بورتلاند.
محامي بيجز ج. دانييل هول زعم أنه في أواخر يوليو 2020، اتصل مكتب التحقيقات الفيدرالي بموكله وطلب مساعدته في جمع معلومات استخباراتية على الأرض حول نشطاء أنتيفا.
في المناظرة الرئاسية التي جرت في 29 سبتمبر/أيلول 2020 بين دونالد ترامب وجو بايدن، عندما تم الضغط عليه لإدانة مجموعة "الأولاد الفخورون" باعتبارها مجموعة من أتباع تفوق العرق الأبيض، قال الرئيس: "أيها الأولاد الفخورون، تراجعوا وكونوا مستعدين". في اليوم التالي، قدم بيغز شكوى إلى مكتب عمدة مقاطعة فولوسيا، زاعمًا تلقيه مكالمات هاتفية تهديدية ورسائل على وسائل التواصل الاجتماعي، وطلب الحماية من الشرطة. تم إخفاء هويته فيما يتعلق بالتقرير بموجب قانون مارسي.
في 12 ديسمبر 2020، اعتدى أعضاء جماعة الأولاد الفخورون على الكنيسة الأسقفية الميثودية الأفريقية الحضرية في واشنطن العاصمة، ودمروا ممتلكات الكنيسة، ثم احتفلوا بذلك. رفعت الكنيسة دعوى قضائية للمطالبة بتعويضات ضد مجموعة الأولاد الفخورون ذات المسؤولية المحدودة، وحددت على وجه التحديد اسم بيجز وجيريمي بيرتينو وإنريكي تاريو وجون تورانو. في 30 يونيو 2023، أصدر القاضي نيل إي كرافيتز من المحكمة العليا لمقاطعة كولومبيا حكمًا غيابيًا ضد المدعى عليهم بأكثر من مليون دولار.

## هجوم الكابيتول

#### التخطيط والمشاركة
في عام 2021، قبل هجوم مبنى الكابيتول الأمريكي في 6 يناير الذي أخر التصديق على فوز جو بايدن في الانتخابات الرئاسية، حث بيغز أعضاء الأولاد الفخورون على "الخروج بأعداد قياسية سنختلط كواحد منكم سنشم مثلكم، ونتحرك مثلكم، ونبدو مثلكم. الشيء الوحيد الذي سنفعله هو أن نفكر مثلنا!" في 5 يناير، عبر قنوات التواصل الاجتماعي المشفرة، تواصل مع أعضاء آخرين: "نحاول الحصول على أرقامنا. حتى نتمكن من التخطيط وفقًا لذلك الليلة ومراجعة خطة الغد. يجب أن تخرج المعلومات لدينا خطة".
خارج مبنى الكابيتول، تحدث بيغز على انفراد مع رايان سامسيل، الذي كان أول شخص يخترق محيط الأمن على الفور بعد ذلك. كان بيجز أحد أوائل الذين اقتحموا المبنى نفسه في حوالي الساعة 2:13 مساء، بفارق 20 ثانية عن دومينيك بيزولا، الذي حطم نافذة مجلس الشيوخ بدرع مكافحة الشغب، وقد تم التعرف عليه من قبل مكتب التحقيقات الفيدرالي من خلال الصور ومقاطع الفيديو التي تم التقاطها هناك. كان بيجز وغيره من أعضاء Proud Boys يرتدون أجهزة اتصال لاسلكية للسماح بالاتصال في الوقت الفعلي، وتم تسجيل بيجز على مقطع فيديو وهو يقول عن الاختراق، هذا رائع! غادر المبنى لاحقًا، لكنه عاد بعد 30 دقيقة إلى جانب بعض أعضاء حراس القسم وشق طريقهم عبر ضابط إنفاذ القانون.

#### التداعيات القانونية
في 18 يناير، اعترف بيجز لمكتب التحقيقات الفيدرالي بأنه دخل المبنى، لكنه ادعى أنه لم يقتحم المبنى بالقوة، ولم يكن على علم بالخطة للقيام بذلك. في صباح يوم 20 يناير 2021، ألقي القبض عليه في فلوريدا، بتهمة دخول مبنى محظور عن علم دون سلطة قانونية، وعرقلة أو التأثير على أو إعاقة إجراء رسمي ؛ والانخراط عمدًا وبعلم في سلوك غير منضبط لعرقلة جلسة للكونغرس. في محكمة أورلاندو، لم يقدم بيجز أي إقرار بالذنب؛ وأفرج عنه قاضي الصلح إمبري كيد في الحبس المنزلي بكفالة غير مضمونة بقيمة 25000 الف دولار في انتظار محاكمته في واشنطن العاصمة.
تم توجيه الاتهام إلى بيجز وثلاثة من قادة Proud Boys الآخرين (تشارلز دونوهو، وإيثان نورديان، وزاكاري ريل) ( الولايات المتحدة الأمريكية ضد إيثان نورديان، وجوزيف بيجز، وزاكاري ريل، وتشارلز دونوهو ) في 10 مارس 2021، بتهمة التخطيط وتنفيذ هجوم الكابيتول. في 20 مارس/آذار، وبناءً على هذه الاتهامات الجديدة، طلب المدعون الفيدراليون إعادة بيغز إلى الاحتجاز السابق للمحاكمة. حاول هال الاستفادة من تعاون بيجز المزعوم السابق مع مكتب التحقيقات الفيدرالي لإبقاء موكله خارج السجن بكفالة. ألغى القاضي تيموثي جيه كيلي الكفالة التي منحها له في أبريل/نيسان من ذلك العام، قائلاً: "إن المتهمين متهمون بالسعي إلى سرقة إحدى جواهر تاج بلدنا، بمعنى ما، من خلال التدخل في الانتقال السلمي للسلطة. ليس من المبالغة أن نقول إن سيادة القانون ووجود جمهوريتنا الدستورية مهدد بذلك". في يوليو/تموز 2021، اشتكى هال إلى كيلي من أن وقت بيجز في سجن مقاطعة سيمينول بولاية فلوريدا كان يعرض موكله في براود بويز لتهديدات بالعنف، مما أدى إلى تفاقم مشاكله الطبية، وتعقيد إعداد دفاعهم بسبب نقص التكنولوجيا.
في 6 يونيو 2022، أصدر المدعي العام للولايات المتحدة في مقاطعة كولومبيا ، ماثيو إم جريفز، لائحة اتهام من هيئة محلفين كبرى ( الولايات المتحدة الأمريكية ضد إيثان نورديان، وجوزيف بيجز، وزاكاري ريل، وإنريكي تاريو، ودومينيك بيزولا ). بالإضافة إلى هال، في محاكمة هيئة المحلفين في واشنطن العاصمة، كان بيغز ممثلاً أيضًا بواسطة نورم باتيس المقيم في ولاية كونيتيكت، والذي تم إبعاده لفترة وجيزة من القضية عندما تم تعليق ترخيصه القانوني بسبب سوء التعامل مع وثائق سرية في محاكمة أليكس جونز بتهمة التشهير.
في 4 مايو 2023، بعد محاكمة استمرت ثلاثة أشهر في العاصمة واشنطن، أُدين بيجز بالتآمر على الفتنة ؛ وعرقلة الإجراءات الرسمية والتآمر الجنائي عليها؛ والتآمر لمنع ضابط من أداء أي واجبات؛ والتدخل في إنفاذ القانون أثناء الاضطرابات المدنية؛ وتدمير ممتلكات الحكومة. وحكم القاضي كيلي بأن تدمير بيغز للسياج الفاصل بين مثيري الشغب والشرطة يؤهل المتهم "للحصول على عقوبة أشد في قضية الإرهاب التي طالب بها المدعون العامون"، الذين طلبوا الحكم عليه بالسجن لمدة 33 عاما. قبل النطق بالحكم، اعتذر بيجز للمحكمة، وألقى باللوم في أفعاله على الصعوبات الشخصية والعائلية، واعترف قائلاً: "أعلم أنني يجب أن أعاقب وأتفهم ذلك". في 31 أغسطس، حكم كيلي على بيجز بالسجن الفيدرالي لمدة 17 عامًا.
وبعد يومين، أخبر بيغز أليكس جونز أنه تم إلغاء معاشه التقاعدي ، وإذا نجح دونالد ترامب في الانتخابات الرئاسية لعام 2024 ، "أعلم أنه سيعفو عني. أؤمن بذلك من كل قلبي". في برنامج CNN Republican Town Hall مع دونالد ترامب ، قال إنه — إذا انتُخب — سينظر في العفو عن "جزء " من المتهمين في أعمال الشغب في الكابيتول. في الفترة التي سبقت الانتخابات التمهيدية للحزب الجمهوري في ولاية أوهايو لانتخابات مجلس الشيوخ الأمريكي لعام 2024، كان السيناتور الحالي جيه دي فانس يحاول إعادة تعريف مدى هجوم الكابيتول، قائلاً إن بيجز والرجال الآخرين الذين "هدموا الحواجز والأسوار، وقادوا الناس إلى المبنى، وقاتلوا الضباط الذين حاولوا الدفاع عن المبنى" حُكم عليهم بقسوة شديدة مقارنة بالمجرمين الآخرين. في 20 يناير 2025، خفف الرئيس ترامب عقوبة بيجز، ودخلت حيز التنفيذ على الفور؛ وتم إطلاق سراحه من السجن الفيدرالي في نفس اليوم (بعد أن كان من المقرر إطلاق سراحه في 7 ديسمبر 2035).